# Sa Vz 58

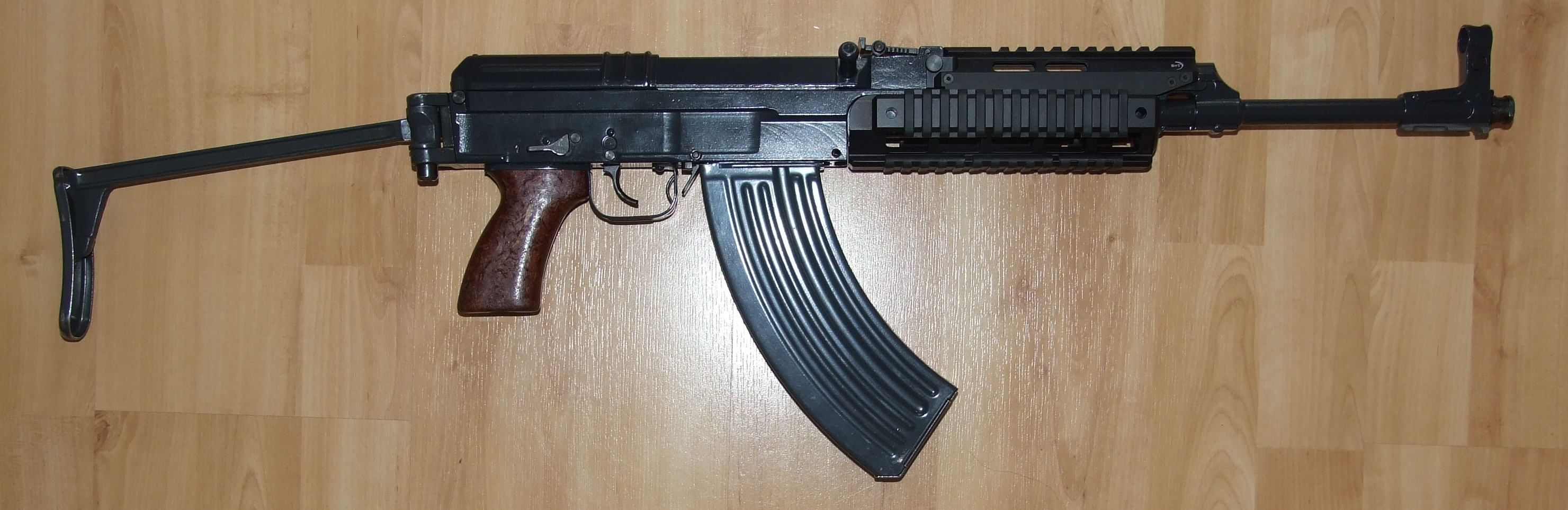
Un VZ-58 V modernisé (rails B&T R.I.S.)

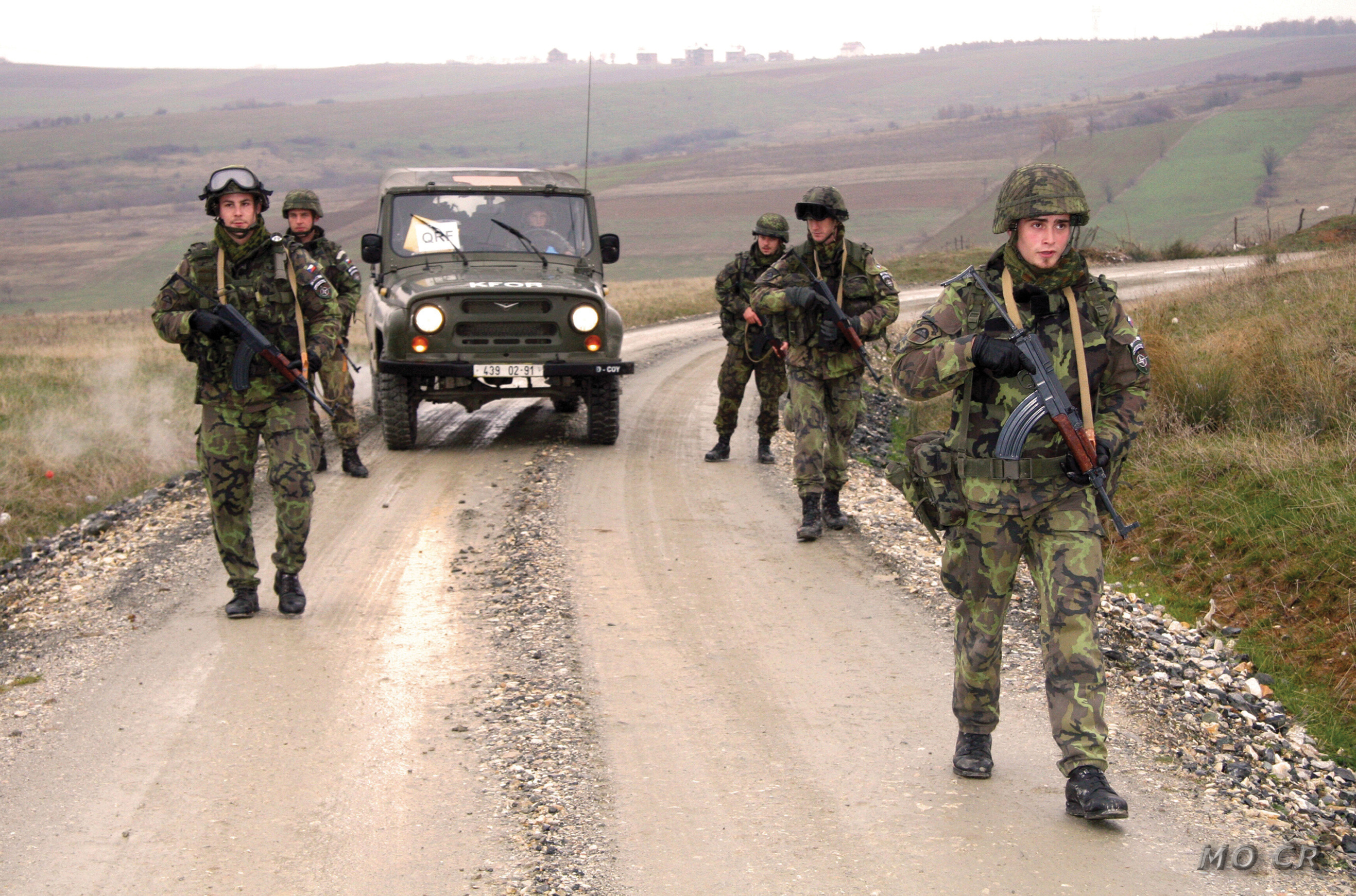
Sa VZ-58 V de l'armée tchèque

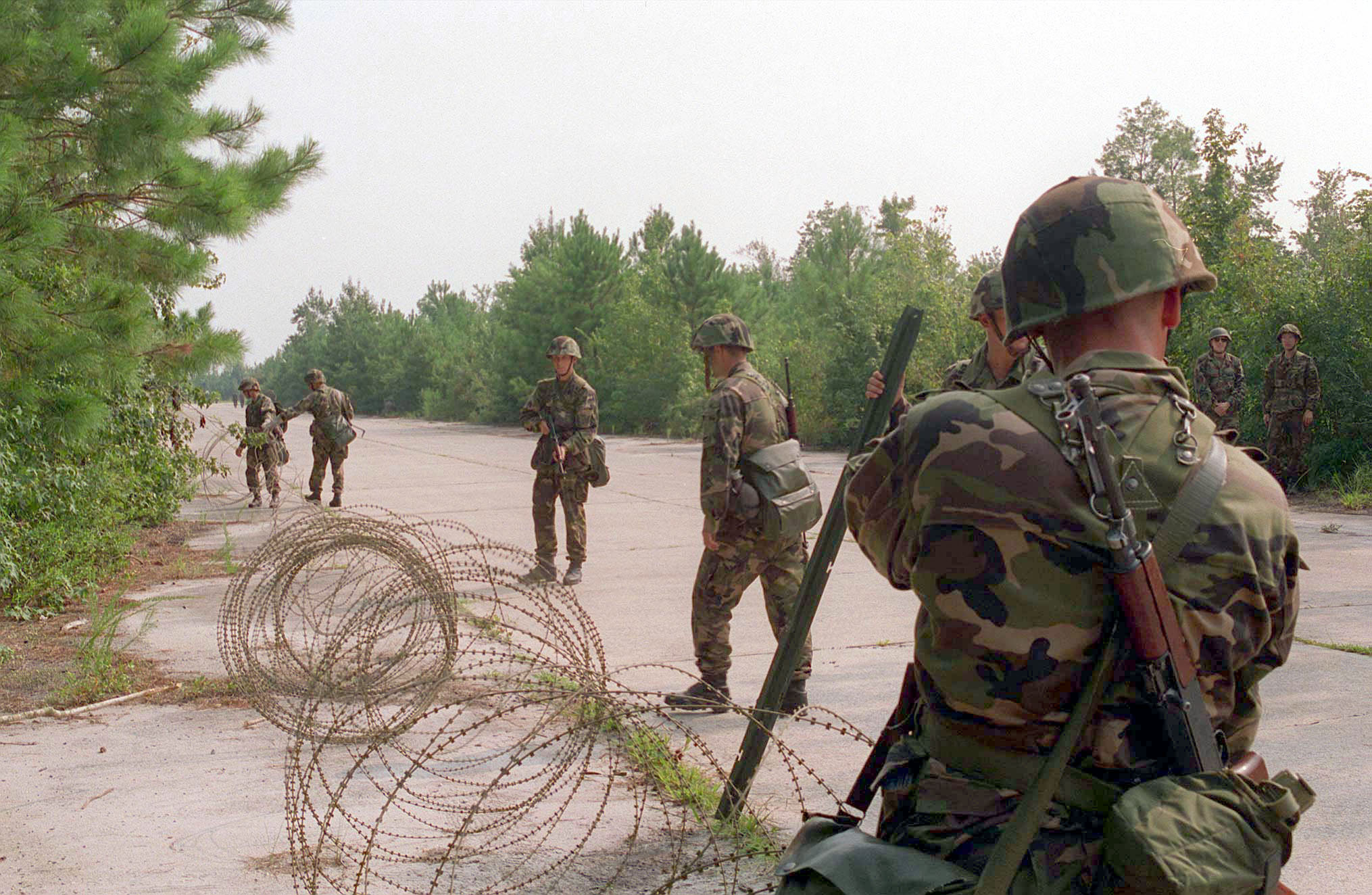
Paras slovaques armés de VZ-58V

Le Sa vz 58 (pour Samopal vzor 1958 en français : « Pistolet mitrailleur modèle 1958 ») est un fusil d'assaut tchécoslovaque.
Il fut une arme réglementaire de l'armée tchécoslovaque de 1958 à 1993. Extérieurement presque identique  à l'AK-47, il n'a en commun avec celui-ci que sa munition.

## Histoire
À la fin des années 1950, l'URSS impose la standardisation de l'armement des pays du pacte de Varsovie sur celui de l'Armée rouge. Seule l'armée tchécoslovaque est équipée de fusils et mitrailleuses de conception entièrement nationale. Ce fusil est l'œuvre du concepteur d'armes tchèque Jiří Čermák, sous le projet au nom de code Koště (« le Balai »). Le développement a commencé en janvier 1956 et le fusil a été adopté pour le service 2 ans plus tard, en 1958. Plus d'un million d'exemplaires ont été fabriqués par la Manufacture d'armes publique Česká zbrojovka (CZ-UB), située dans la ville d'Uherský Brod (CZ-UB). La société tchèque Calibre Prague les produit toujours en petites quantités.
À partir de 2011, l'armée tchèque remplace le Sa VZ-58 par le CZ-805 BREN conçu par Česká zbrojovka (en). Sa compatibilité tant avec les munitions 5,56 mm (standard OTAN) qu'avec le 7,62 mm permet d'écouler les vieux stocks. Il est dans un premier temps destiné à cinq unités tchèques dont deux bataillons d’infanterie mécanisée en partance pour l'Afghanistan. Le montant total est estimé à 45 millions d'euros.

## Diffusion
Moins diffusé que l'AK-47, le VZ-58 peut être trouvé dans presque chaque coin du globe, essentiellement en Asie et en Afrique.
- Angola
- Cambodge — Khmers rouges et Résistance non-communiste
- Cuba
- Éthiopie
- Indonésie
- Inde
- Irak
- Laos — Pathet Lao
- Liban
- Libye
- Mozambique
- République tchèque
- Slovaquie
- Soudan
- Tanzanie
- Ukraine
- Vietnam
- Zimbabwe

Durant le conflit cambodgien, Singapour procède en septembre 1982 à une livraison d'armes légères comprenant 1 600 "copies tchécoslovaques" de l'AK-47 au profit de la Résistance khmère non-communiste. Ces VZ-58 provenaient des stocks de l'armée tanzanienne.

## Technique
Mécaniquement différent du AK-47, le VZ-58 fonctionne par emprunt des gaz avec recul du piston (22 mm) et verrouillage par basculement de la culasse.
Son tir s'effectue en semi-automatique ou automatique. Le sélecteur permet le tir de rafales continues (marquage "30"), le coup par coup (marquage "1") et sert de sécurité (marquage "0"). Le Canon comporte 4 rayures à droite au pas de 240 mm. Le guidon est de type à lame. Il est monté sur embase et protégé. La hausse est à curseur avec cran en "U". 
Les premiers exemplaires du VZ-58 ont utilisé des crosses en bois, des poignées pistolets et des devants en bois, mais ceux-ci ont été rapidement faits en plastique dur associé à des  fibres de  bois, ce qui a considérablement allégé le VZ-58. Les versions plus récentes  du VZ-58 sont généralement modernisées avec des garnitures synthétiques et des rails pour le montage d'accessoires. 
Plusieurs sociétés en Europe et aux États-Unis construisent ou vendent les versions semi-automatiques du VZ-58.

## Variantes
Il y avait trois versions militaires standard du VZ-58 : 
- la VZ-58P, avec une crosse fixe, réservée à l'infanterie.
- la VZ-58V, avec une crosse tubulaire  pliante en acier (avec plaque de couche ergonomique) pour parachutiste
- la VZ-58PI, équipée d'un système de fixation du côté gauche de la carcasse  pour permettre l'utilisation de n'importe quel appareil de vision nocturne russe, chinois, ou de l'ancien pacte de Varsovie. La VZ-58PI est aussi équipée d'un bipied léger et d'un grand cache-flamme conique pour rendre efficace le tir.
- la CZ 858 Tactical est une variante semi-automatique créée pour le marché civil du Canada. Disponible avec un canon standard ou allongé (482mm), afin de permettre de classer l'arme dans la catégorie des armes sans restrictions.  Les composantes externes ont une nouvelle application de vernis (identique aux couches utilisées sur des fusils militaires originaux).

## Culture populaire

### Films
Moins connu que l'AK-47, le Vzor 58 est pourtant visible dans quelques films : 
- Full Metal Jacket
- Octopussy
- Lord of War
- En territoire ennemi

À noter que dans ce dernier film, son usage par des miliciens serbes est crédible mais s'explique surtout par le tournage en Slovaquie

### Séries
Cette arme a fait son apparition notamment dans les séries suivantes :
- Les Experts : Miami
- Mafiosa, le clan.
- Strike Back.

### Jeux vidéo
Le VZ. 58p est disponible dans les jeux suivant :
- Survarium
- Vietcong 2
- Vigor
- Arma reforger